# Vlag van Hélécine
De vlag van Hélécine is op 29 februari 1996 bij raadsbesluit vastgesteld als de vlag van de Waals-Brabantse gemeente Hélécine. De vlag kan als volgt worden beschreven:
Wit met een rode diagonale baan omzoomd met geel.
De vlag werd pas op 30 april 1999 bevestigd door de Franse Gemeenschapsregering.
De vlag heeft de kleuren van het gemeentewapen, gerangschikt volgens de geometrie van het kanton.